# Манько Антон Андрійович
Антон Андрійович Манько — солдат Збройних сил України, учасник російсько-української війни, що загинув у ході російського вторгнення в Україну у 2022 році.

## Життєпис
Антон Манько народився 8 травня 2001 року в місті Бровари на Київщині. Після закінчення загальноосвітньої школи в рідному місті ніс військову службу в складі дивізіону протиповітряних сил ЗСУ. В середині лютого 2022 року вони були передислоковані до Луганської області поблизу міста Сватове для спостереження за повітряним простором з боку росії. Близько 4:30 ранку 24 лютого 2022 року було запеленговано російський літак, але через відсутність дозволу, його не збили. Натомість ворог випустив ракети по українському підрозділу. Рядовий Антон Манько загинув від першого вибуху разом із своїм ровесником старшим солдатом Олександром Величком.

## Нагороди
- орден «За мужність» III ступеня (2022, посмертно) — ''за особисту мужність і самовіддані дії, виявлені у захисті державного суверенітету та територіальної цілісності України, вірність військовій присязі.